# Olyra
Genre
Olyra est un genre de plantes monocotylédones de la famille des Poaceae, sous-famille des Bambusoideae, originaire des régions tropicales d'Amérique, qui comprend 23 espèces acceptées.
C'est un genre de bambous herbacés, vivaces, aux tiges dressées pouvant atteindre 5 mètres de haut, aux feuilles larges lancéolées à ovales, et aux inflorescences paniculées. Ces plantes sont monoïques, tous les épillets étant soit mâles, soit femelles, et répartis sur la même ramification ou sur des ramifications distinctes.
L'espèce-type, et la plus répandue, est Olyra latifolia. 

## Liste d'espèces
Selon The Plant List (25 novembre 2017) :
- Olyra amapana Soderstr. & Zuloaga
- Olyra buchtienii Hack.
- Olyra caudata Trin.
- Olyra ciliatifolia Raddi
- Olyra davidseana Judz. & Zuloaga
- Olyra ecaudata Döll
- Olyra fasciculata Trin.
- Olyra filiformis Trin.
- Olyra glaberrima Raddi
- Olyra holttumiana Soderstr. & Zuloaga
- Olyra humilis Nees
- Olyra juruana Mez
- Olyra latifolia L.
- Olyra latispicula Soderstr. & Zuloaga
- Olyra longifolia Kunth
- Olyra loretensis Mez
- Olyra maranonensis Swallen
- Olyra obliquifolia Steud.
- Olyra retrorsa Soderstr. & Zuloaga
- Olyra standleyi Hitchc.
- Olyra tamanquareana Soderstr. & Zuloaga
- Olyra taquara Swallen
- Olyra wurdackii Swallen